# 새총
새총(-銃, 영어: slingshot)은 일반적으로 고무줄의 탄성을 이용해 무언가를 쏘는 무기이다. 고전적으로는, Y자 모양의 물건에 고무줄을 매고 돌멩이 따위를 끼워서 잡아당기며 튕기는 방식으로 되어 있다. 새총은 고무줄의 탄성을 이용해 발사체를 날린다. 활의 형태로 된 새총을 탄궁이나 석궁이라고 부른다.

## 이용 및 역사
새총은 발사체 화력을 위해 강력한 탄성 재료, 일반적으로 가황 천연 고무 또는 실리콘 고무 튜브와 같은 등가물에 의존하므로 1839년 찰스 굿이어(Charles Goodyear)가 가황 고무를 발명한 것보다 빠르지 않다(1844년 특허). 1860년까지 이 "새로운 엔진"은 청소년들이 기물 파손 행위에 사용한다는 평판을 얻었다.
상업적으로 만들어진 새총은 주철 모델인 Zip-Zip이 도입된 1918년부터 시작되었지만, 새총의 인기와 합법성이 급증한 것은 제2차 세계 대전 이후였다. 이것들은 여전히 주로 집에서 만든 것이었다.
1948년에 설립된 Wham-O 회사는 Wham-O 새총을 생산했다. 물푸레나무로 만들어졌으며 평평한 고무줄을 사용했다. Wham-O는 최대 200뉴턴(45파운드 힘)의 견인 중량을 갖춘 사냥에 적합했으며 화살 받침대와 함께 사용할 수 있었다.
전국 새총 협회(National Slingshot Association)는 1940년대 캘리포니아주 산마리노에 본부를 두고 설립되었다. 전국적으로 새총 클럽과 대회를 조직했다. 새총이 비행 청소년의 도구라는 평판에도 불구하고 NSA는 새총 판매의 80%가 30세 이상의 남성을 대상으로 하며 이들 중 상당수가 전문가라고 보고했다.
새총은 때때로 물 위에 미끼를 분산시켜 물고기를 유인하기 위해 낚시에 사용되기도 한다.
반으로 자르고 플라스틱 병의 목이나 작은 파이프와 같은 관형 물체에 묶인 고무 풍선으로 구성된 집에서 만든 새총 파생물도 존재한다. 발사체는 튜브를 통해 절단된 풍선에 삽입되고, 사용자는 풍선을 늘려 발사체를 발사한다. 이러한 소위 "풍선 총"은 때때로 일반 새총의 대체품으로 만들어지며, 한 번에 여러 개의 발사체가 발사되는 "산탄총" 효과를 만드는 데 자주 사용된다.
오늘날에는 종종 범죄에 악용되어 인식이 악화일로를 걷고 있다가 결국 2019년 새총에 일부 제제가 가해졌다.

## 군사적 목적
무기로서의 새총은 효용성이 매우 낮아 농기구나 죽창처럼 최후의 수단으로 사용되어 왔으나 주로 자연적인 요소들로 인하여 GF(guerrilla forces)에 의해 사용되었다. 이 게릴라 그룹에는 아일랜드 공화국군이 포함되었다. 2003년 이라크 침공 이전에 사담 후세인은 침입 군대에 대항하여 잠재적인 게릴라전 무기(insurgency weapon)로서 새총을 시연하는 프로파간다를 공개하였다.

## 위험
새총에 내재된 위험 중 하나는 밴드가 실패할 확률이 높다는 것이다. 대부분의 밴드는 라텍스로 만들어지므로 시간과 사용에 따라 품질이 저하되어 결국 하중이 가해지면 밴드가 파손된다. 파우치 끝 부분이 파손되면 밴드가 사용자에게서 멀어지므로 가장 안전하다. 그러나 포크 끝 부분에서 오류가 발생하면 밴드가 범인의 얼굴 쪽으로 다시 보내져 눈과 얼굴 부상을 초래할 수 있다. 포크 끝이 파손될 가능성을 최소화하는 한 가지 방법은 파우치 끝이 더 얇고 포크 끝이 더 두껍고 강한 테이퍼형 밴드를 활용하는 것이다. 리콜된 데이지 "내추럴" 새총 라인에 사용된 공 부착물과 같이 포크에서 느슨한 부품을 사용하는 디자인은 해당 부품이 사수의 얼굴을 향해 뒤로 추진될 수 있기 때문에 가장 위험하다. 밴드가 고정되어 있던 슬롯에서 빠져 나올 수 있으며, 튜브에 있는 딱딱한 공으로 인해 실명 및 치아 부러짐이 발생할 수 있다. 일반 관형 밴드를 사용하는 데이지 모델은 탄성 튜브가 고장 났을 때 심각한 부상을 초래하지 않기 때문에 리콜 대상에서 제외되었다. 또 다른 큰 위험은 포크 파손이다. 값싼 아연 합금으로 만든 일부 상업용 새총은 부러져 사수의 눈과 얼굴에 심각한 부상을 입힐 수 있다.

## 법적 문제
많은 관할권에서는 팔에 고정된 새총의 사용을 금지한다. 예를 들어, 뉴욕 형법 265.01에서는 이를 4급 경범죄로 정의하고 있으며, 호주에서도 이를 금지된 무기로 간주한다.

### 새총 규제
2010년대 이후, 새총을 이용한 각종 범죄행위가 기승을 부리며 사회 문제로 떠오르게 되었다.
2019년, 총포·도검·화약류 등의 안전관리에 관한 법을 개정함에 따라 새총도 규제를 받게 되었다. 방아쇠 등 격발 창지가 달린 제품, 스프링이나 도르래 등으로 위력을 강화한 제품은 소지 자체가 불법이 되었으며 수입 및 판매 금지품목으로 지정되었다.

## 같이 보기
- 무릿매
- 궁시
- 쇠뇌
- 석궁
- 작살
- 무릿매
- 투석기
- 트레뷰셋
- 발사체